# Bifrenaria leucorhoda
Bifrenaria leucorhoda é uma espécie de orquídea epífita de crescimento cespitoso que existe nos estados da região sudeste do Brasil, onde habita florestas úmidas. Pertence ao grupo das Bifrenaria pequenas, classificadas ocasionalmente nos gêneros Adipe ou Stenocoryne. Pode ser facilmente reconhecida por sua cor branca com veias rosadas radiais no centro do labelo, por ser a espécie maior entre as pequenas, e também a que tem a inflorescência mais longa.